# Elephant (musikalbum)
Elephant är rockgruppen The White Stripes fjärde studioalbum, utgivet den 1 april 2003. Jack White skrev samtliga låtar utom covern "I Just Don't Know What to Do With Myself", som är skriven av Burt Bacharach. Meg White gör debut som sångerska på låten "In the Cold, Cold Night".
Albumet vann en Grammy för "best alternative album". Ytterligare en Grammy fick gruppen för hiten "Seven Nation Army", som blev bästa rocklåt.

## Låtförteckning
1. "Seven Nation Army" – 3:51
2. "Black Math" – 3:03
3. "There's No Home for You Here" – 3:43
4. "I Just Don't Know What to Do with Myself" (Burt Bacharach, Hal David) – 2:46
5. "In the Cold, Cold Night" – 2:58
6. "I Want to Be the Boy to Warm Your Mother's Heart" – 3:20
7. "You've Got Her in Your Pocket" – 3:39
8. "Ball and Biscuit" – 7:19
9. "The Hardest Button to Button" – 3:32
10. "Little Acorns" (Mort Crim, J. White) – 4:09
11. "Hypnotize" – 1:48
12. "The Air Near My Fingers" – 3:40
13. "Girl, You Have No Faith in Medicine" – 3:17
14. "Well It's True That We Love One Another" – 2:42